# 肯尼斯·馬歇爾
肯尼斯·馬歇爾（英語：Kenneth Marshall，1950年6月27日—）或稱作肯·馬歇爾（英語：Ken Marshall），是一名美國男演員，知名於奇幻冒險電影《電光飛鏢俠》（1983年）的主角克勞威（Colwyn），以及電視劇《銀河前哨》（1994年至1997年）的麥可·艾丁頓少校（Lt. Commander Michael Eddington）。

## 早期生活
肯尼斯·馬歇爾出生於紐約州紐約市。他就讀密歇根州聖約瑟的聖約瑟夫高中，於1968年畢業。在高中出演音樂劇後，馬歇爾嘗試登上舞台劇，後於密歇根大学取得醫學預科和英語文学士及戲劇系文學碩士學位。

## 個人生活
馬歇爾與妻子琳達（Linda）一起生活，後者也是聖約瑟夫高中的畢業生；他們育有兩個孩子阿曼達（Amanda）和艾倫（Allen）。他於2019年入選SJHS表演藝術中心名人堂（SJHS Performing Arts Center Hall of Fame）。

## 外部連結
- 肯尼斯·馬歇爾在互联网电影资料库（IMDb）上的資料（英文）